# Achim Steiner
Achim Steiner   (Carazinho, 17 de maig de 1961) és un economista i ambientòleg, amb doble nacionalitat alemanya i brasilera. És director executiu del United Nations Environment Programme UNEP. Anteriorment havia estat Director General de la International Union for Conservation of Nature (IUCN) i encara abans, Secretari General del World Commission on Dams.

## Premis i guardons
- 2010 Leadership Award for Principled Pragmatism - Tällberg Foundation;
- Oficial de l'Ordre de Saint-Charles (Mònaco) 2009;
- Shark Guardian de l'any 2008 - Shark Project;
- Schubert Preis - 2008 Bruno H. Schubert Stiftung
- Premi Steiger - Umwelt 2007.